# Forum de Constantin

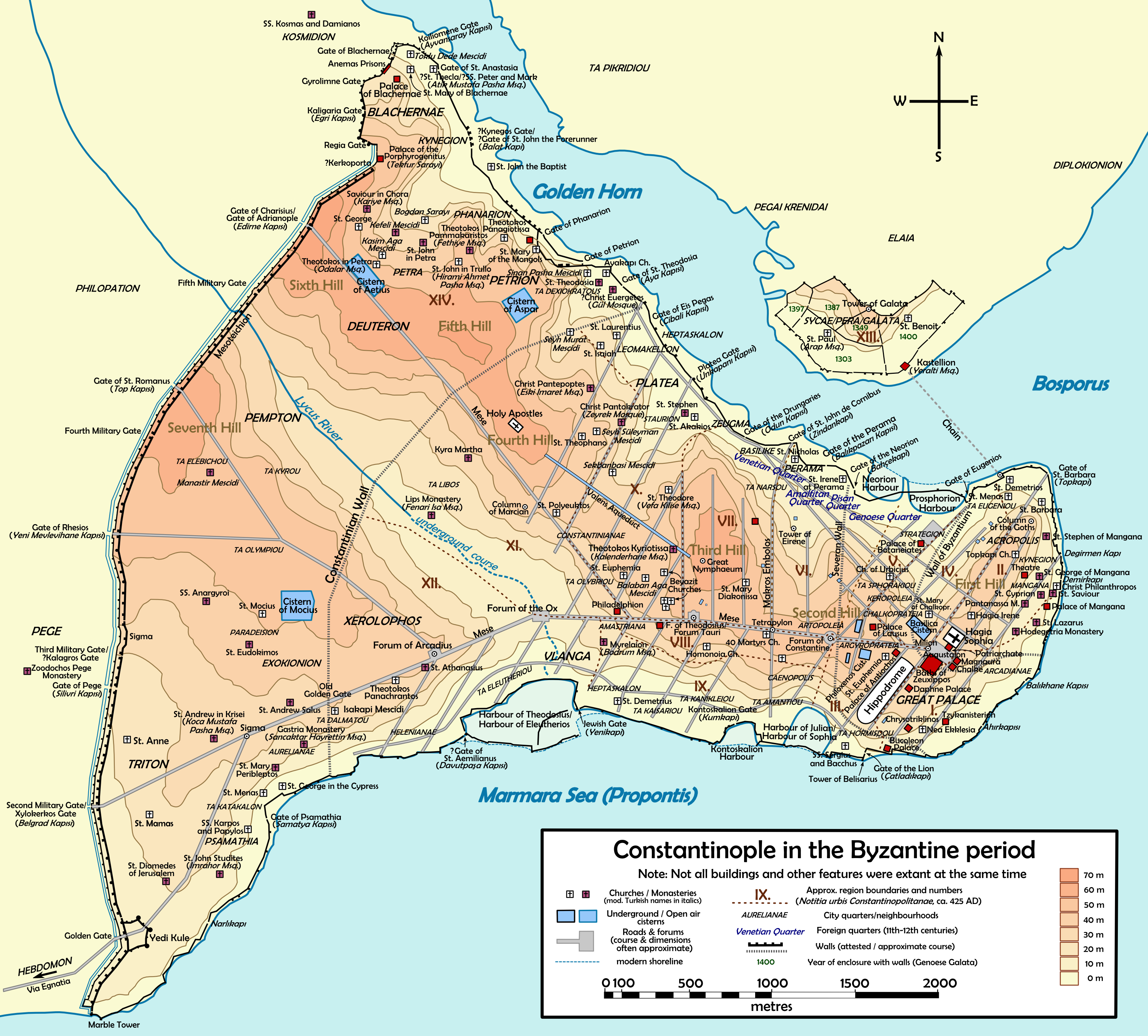
Carte de Constantinople byzantine : près de la pointe se trouvaient l’hippodrome et le Grand Palais; le forum de Constantin était situé à environ un demi kilomètre de là.

Le Forum de Constantin (grec moderne : Φόρος Κωνσταντίνου) était une place publique importante au centre de  l’ancienne Constantinople. Au milieu de la place se trouvait la colonne de Constantin qui existe encore, bien que la statue originelle qui la  couronnait ait disparu de même que la croix qui la remplaça sous l’empereur Manuel Ier Comnène. 

## Emplacement
Situé sur la deuxième colline de Constantinople au nord-est de la région VII, entre le Grand Palais et le forum de Théodose, le forum de Constantin se trouvait à l’extérieur mais à proximité des premières murailles de Constantinople. C’était un point important sur la plus grande artère de la ville, la Mesē, qui partait du Milion et se dirigeait vers l’ouest en passant par l'hippodrome de Constantinople et les palais de Lausos et d’Antiochus. Cette partie de la rue où se trouvait l’un des deux édifices du Sénat était appelé Regia (ἡ Ῥηγία, « route royale »).
De nos jours, il est localisé dans le quartier Çemberlitaș, au sein du district de Fatih, sur la Yeniçeriler Caddesi (Avenue des Janissaires). À l’ouest de la place s’élève la mosquée Gazi Atik Ali Pascha, au nord la mosquée Nuruosmaniye et à l’est l’ancien caravansérail Vezir Hani.

## Histoire

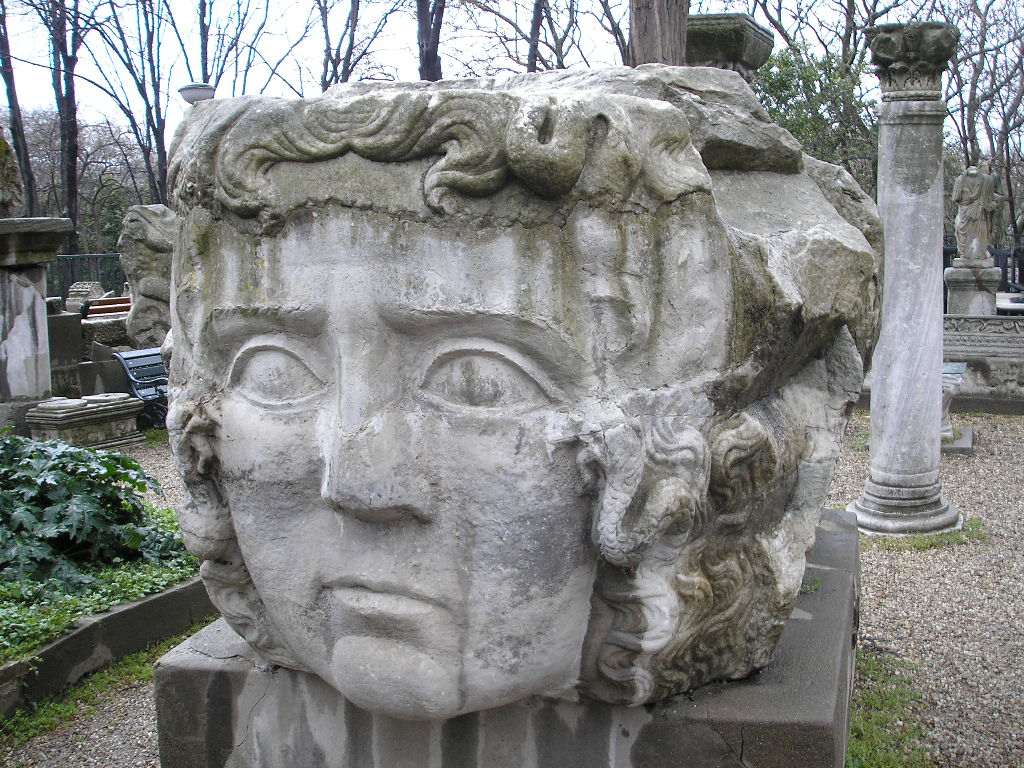
Pierre angulaire provenant probablement du forum de Constantin, maintenant au Musée archéologique d’Istanbul.

Lors de la fondation de Constantinople, le forum fut construit immédiatement hors des vieilles murailles et constituait le centre de la nouvelle ville et de sa grande avenue, la Mésè. La place était circulaire et comportait deux portes monumentales à l’est et à l’ouest. Une tempête en 1106 fit s’écrouler la statue de Constantin qui couronnait la colonne ainsi que les trois tambours supérieurs. L’empereur Manuel Ier (r. 1143-1180) devait la remplacer par un bloc surmonté d’une croix et fit ajouter la légende suivante : « le pieux Manuel renforça le monument sacré, usé par le temps » (en grec: « ΤΟ ΘΕΙΟΝ ΕΡΓΟΝ ΕΝΘΑΔΕ ΦΘΑΡΕΝ ΧΡΟΝΩ ΚΑΙΝΕΙ ΜΑΝΟΥΗΛ ΕΥΣΕΒΗΣ ΑΥΤΟΚΡΑΤΩΡ ») .
Le forum demeura en état jusqu’à la quatrième croisade. En 1203 les croisés mirent feu au forum et l’année suivante firent fondre les statues qui l’ornaient. Des tremblements de terre et un grand incendie en 1779 détruisirent les environs de la colonne laissant sur celle-ci de larges traces noires qui lui valurent le surnom de « colonne brulée ». Elle fut restaurée sous le règne du sultan Abdülhamid Ier (r. 1774 – 1789) qui fit ajouter la base de maçonnerie que l’on peut encore voir. 
De nouveaux travaux de restauration furent entrepris en 1955. Des fentes dans le marbre furent comblées en 1972 et de nouvelles attaches de métal installées.

## Architecture

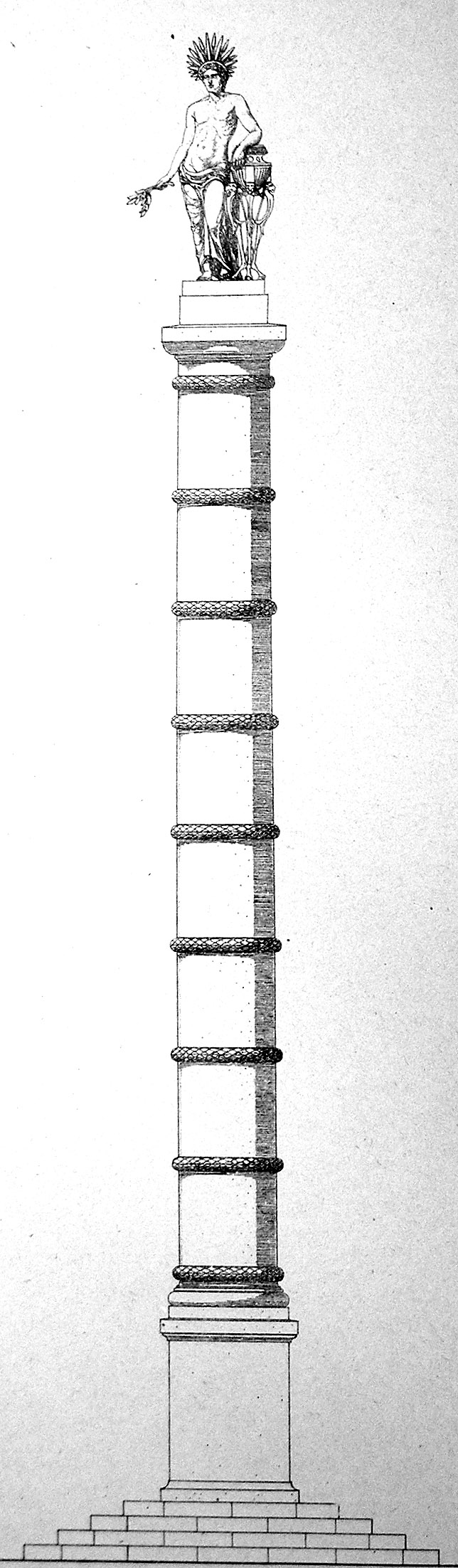
La colonne de Constantin, au milieu du forum.

De forme circulaire, le forum de Constantin était entouré d’une colonnade. La place était ornée de nombreuses représentations de dieux et personnages de la mythologie antique aussi bien que de représentations de l’empereur et de symboles chrétiens.
Au nord du forum se trouvait le nouveau sénat. Devant son entrée se trouvait une statue d’Athéna en bronze comparable à la statue d'Athéna Promachos se trouvant à Athènes, laquelle d’après Nicétas Choniatès était « d’une irrésistible beauté » ainsi qu’une représentation d’Amphitrite ou de Thetis .
À l’ouest  et à l’est, deux arches monumentales constituaient les accès du forum, ornées du côté ouest de « La Femme romaine » et de « La Femme hongroise », et du côté est d’une croix, de statues d’Helena Augusta, de Tyché, de Constantin et de deux Victoires. La façade comprenait quatre colonnes de porphyre et donnait sur la Mésè où se déroulaient les processions impériales. 
Le sud-est était orné de statues de Tritons et de Néréides de même qu’un « Daniel dans la fosse aux lions » et d’un « Bon Berger ». On y trouvait également des représentations des patriarches de Constantinople.
Un nymphée ou fontaine publique monumentale avec sculptures et jets d’eau était probablement situé au sud. 
Au milieu de la place se trouvait la colonne de Constantin dont la base existe encore de nos jours. Construite en 328 elle est maintenant connue sous le nom de Çemberlitaş. La base était surmontée depuis 330 de huit tambours au sommet desquels figurait la statue de Constantin en Apollon-Hélios.